# 劉定昌
劉定昌（1447年—1506年），字邦泰，四川重慶府綦江縣人，軍籍，明朝政治人物。

## 生平
四川鄉試第十八名舉人，成化十一年（1475年）中式乙未科會試第二百三十六名，二甲第八十二名進士。任南康府知府。

## 家族
曾祖劉幹辰，知事；祖父劉仲端；父劉哲。母凌氏。具慶下。兄劉復昌、劉德昌、劉景昌，弟劉守昌、劉原昌。